# Estanhs deth circ Colomèrs: Clòto de Naut, Plan, Pòdo i Ratèra de Colomèrs
El circ de Colomèrs està situat al sud de la Val d'Aran i el formen un conjunt de cims força abruptes disposats en forma de cercle, entre els quals cal destacar la Creu de Colomèrs, el Gran Tuc de Colomèrs i el Tuc de Ratera. Els canals amb fort pendent i les seves parets verticals li confereixen un aire espectacular. Es pot gaudir d'una esplèndida panoràmica des de qualsevol dels seus cims i, als seus peus, s'hi troba el conjunt de llacs coneguts com els Estanys de Colomèrs.
La zona ha rebut el nom de l'enginyer Carles Josep Colomers (Tarba, Bigorra 1799 — ?), fill de pares vigatans, un dels primers exploradors i divulgadors d'aquesta regió pirinenca des del 1838.
Hi ha fins a 32 estanys majors de mitja hectàrea, dels quals cal destacar per ordre ascendent en altitud i superfície l'estanh Clòto de Naut (2142 m i 1.1 ha), l'estanh Plan (2188 m i 4.6 ha, indicat com a Cabidornats en algunes fonts cartogràfiques), l'estanh de Pòdo (2450 m i 5.4 ha) i el de Ratèra de Colomèrs (2490 m i 7.4 ha). Els estanys Ratèra i Pòdo són els més profunds (25 i 35 m respectivament), mentre que el més somer és l'estanh Plan, amb 11 m de fondària. El circ de Colomèrs es troba al vessant nord dels Pirineus, amb el Gran Tuc de Colomèrs coronant la conca (2933 m).
Els grups d'estanys són enllaçats entre ells amb un canal subterrani i, també pel mateix sistema, amb el grup d'estanys del riu de Ruda i el grup del riu de Rencules, per a l'aprofitament elèctric a la central d'Arties.

## Particularitats ecològiques i biològiques
La vegetació de la conca està formada per neretars (matollars de Rhododendron ferrugineum), gespets (prats de
Festuca eskia), prats de sudorn (Festuca paniculata), prats de Carex curvula, prats de Festuca airoides o de F. yvesii, i a les zones més baixes hi ha pinedes de pi negre (Pinus uncinata) amb neret (R. ferrugineum).
Degut a la naturalesa granítica de la conca, tots els estanys tenen concentracions molt baixes de nutrients, amb unes aigües molt transparents. Pel que fa a la vegetació aquàtica, nomé hi és present en els dos estanys de menor altitud dels aquí considerats. Als dos estanys s'hi pot trobar Ranunculus aquatilis, subulària (Subularia aquatica), Isoetes lacustris i Isoetes echinospora, Myriophyllum alterniflorum, Nitella sp. i al litoral de l'estanh Plan Carex rostrata. A l'estanh de Clòto de Naut a més a més també hi ha espargani (Sparganium angustiflorum). L'estanh de Pòdo és un dels pocs estanys eutròfics dels Pirineus, probablement de manera natural.
A tots els estanys del circ de Colomèrs s'hi han introduït truites (Salmo trutta) per poder explotar els estanys per a la pesca recreativa i a quasi tots també Phoxinus phoxinus.
La qualitat de l'aigua és Bona segons la classificació de la Directiva Marc de l'Aigua i de la Xarxa Natura 2000. Tot el circ de Colomèrs es troba dins del Parc Nacional d'Aigüestortes i Estany de Sant Maurici, que en garanteix un bon estat de conservació, tot i la possibilitat de pescar-hi i que alguns altres estanys del circ s'explotin per a la producció hidroelèctrica. Des d'un punt de vista de valors de representativitat és un excel·lent exemple de conjunt d'estanys de circ per les seves dimensions i diversitat.